# Oculosetella gracilis
Oculosetella gracilis är en kräftdjursart som först beskrevs av James Dwight Dana 1849.  Oculosetella gracilis ingår i släktet Oculosetella och familjen Miraciidae. Inga underarter finns listade i Catalogue of Life.